# Te Urewera
Der Te Urewera ist ein bewaldetes und zerklüftetes Bergland im nordöstlichen Teil der Nordinsel von Neuseeland.

## Namensherkunft
Der Legende nach wurde das Gebiet Te Urewera genannt, was übersetzt soviel bedeutet wie „der verbrannte Penis“, weil vor mehreren hundert Jahren ein Häuptling starb, der sich im Schlaf zu nahe dem Feuer genähert und seine Leiste verbrannt hatte.
Das Maori Dictionary übersetzt „ure“ mit „penis“ und „wera“ mit „to burn“, also mit „verbrennen“.

## Geographie
Das Gebiet des Te Urewera umfasst eine Fläche von 2127 km² und erstreckt sich rund 23 km südlich von Whakatāne über eine Länge von rund 102 km nach Süden und misst in seiner höchsten Ost-West-Ausdehnung rund 50 km.
Der Te Urewera wird von zwei großen Flüssen durchflossen, dem Whakatāne River, der mit einer Länge von 112 km nach Norden drängt und in der Stadt Whakatāne in die Bay of Plenty mündet, und vom Tauranga River, der im Gebiet des Te Urewera rund 10 km östlich parallel zum Whakatāne River nach Norden strebt und später weiter nördlich in den Fluss hineinmündet.
Im Süden hingegen bestimmt der 55,7 km² große Lake Waikaremoana mit dem 2,6 km nordnordöstlich davon gelegenen, rund 3,84 km² großen Lake Waikareiti in großen Teilen das Landschaftsbild des Te Urewera.
Die Ikawhenua Range im westlichen Teil, die Huiarau Range im südlichen Teil und die Kahikatea Range im östlichen Bereich bestimmen in großen Teilen die Berglandschaft des Te Urewera, wobei die höchste Ergebung des Gebietes mit dem 1392 m hohen Manuoha im südöstlichen Teil, nur rund 10 km nördlich des östlichen Teils des Lake Waikaremoana zu finden ist.

## Geschichte
Das Gebiet wurde zum Schutz im Jahr 1954 als Nationalpark ausgewiesen, verlor aber auf Betreiben des Māori Iwi (Stamm) Ngāi Tūhoe, für die das Gebiet ihre historisch gegebene Heimat (Rohe) ist, im Jahr 2014 per Gesetz seinen Schutzstatus als Nationalpark wieder.
Der Te Urewera Act 2014 regelte nun, dass das Land zu einer juristischen Person wurde, mit allen Rechten, Befugnissen, Pflichten und Verbindlichkeiten. Zur Ausübung dieser Rechte wurde stellvertretend für das Land ein Te Urewera Board gebildet, der diese Rechte nun wahrnimmt. Damit unterliegt das Gebiet des ehemaligen Te Urewera National Park nun nicht mehr dem Department of Conservation, sondern dem Board. Auch stellt das Gesetz klar, das das Land nun nicht mehr im Besitz der Krone ist, sondern ein freies Land, wenn auch unveräußerlich, außer in Übereinstimmung mit dem Te Urewera Act 2014.
Das Gesetz regelte auch, dass der Board, dessen Aufgabe es ist, über den Managementplan des Te Urewera zu beschließen, in den ersten drei Jahren zu gleichen Vertretern des Iwi Tūhoe und der Krone (jeweils 4) zusammensetzen sollte und danach aus 6 Vertretern des Iwi und 3 Vertretern der Krone.